# Campionato svizzero di hockey su ghiaccio 1933-1934

## Campionato Internazionale

### Partecipanti
Arosa · 
 Berna · 
 Château-d'Œx · 
 Davos · 
 Akademischer EHC Zürich · 
 Grasshopper Club · 
 Lycée Jaccard · 
 St. Moritz · 
 Star Lausanne · 
 Zürcher SC

### Verdetti
| Campionato Internazionale 1933-1934 |
| ----------------------------------- |
| Davos                               |